# Kisvakond
A Kisvakond (eredeti cím: csehül Krtek vagy Krteček, szlovákul Krtko) 1957-től 2002-ig vetített csehszlovák televíziós rajzfilmsorozat, melynek megalkotója Zdeněk Miler cseh rajzfilmkészítő, a Barrandov stúdió egyik munkatársa. A tévéfilmsorozat gyártója a Krátký Film Praha nevű filmstúdió. Az animációs játékfilmsorozat zenéit Miloš Vacek, Vadim Petrov és Jirí Strohner szerezték. Műfaja mesefilmsorozat. A sorozatot Csehszlovákiában a Česká Televize vetítette, Magyarországon az M1, az M2 és a Duna sugározta, valamint az RTL Klub is adta a Kölyökklub című műsorblokkban.
Az akkor 33 éves rajzoló-animátor 1954 őszén kapta azt a feladatot, hogy tervezzen oktató és nevelő célzatú filmeket gyermekek számára. A lehetséges témák között szerepelt a textilipar és a ruhagyártás bemutatása. Miler nem akart szokványos propagandafilmet készíteni. Úgy gondolta, hogy jobb megoldás, ha egy szerethető filmszereplő kalandjai során ismerik meg a gyerekek a gyártási folyamatokat. Komolyan megküzdött a feladattal, alkotói válságából egy mára legendássá vált botlás segítette ki. Miler egy alkonyi séta alkalmával megbotlott egy vakondtúrásban – így született meg Kisvakond ötlete.
A Kisvakond 1956-ban indult útjára, a helyes főhős sok kelet-európai országban hamar óriási népszerűségre tett szert, de Németországban, Ausztriában és Kínában is.
Sok időbe tellett, mire rájöttem, hogy a Kisvakonddal valójában magamat rajzolom. Ő az ideál, akinek lennem kéne. De nem érek fel az ideálhoz.”
A máig legismertebb első darabot „A vakond nadrágja” címmel a Velencei Filmfesztiválon mutatták be, ahol első díjjal jutalmazták. Ezt további 65 epizód követte.

## Jellegzetességek
Bár az első változatban még beszélnek a szereplők, Miler és csapata szeretett volna egy olyan filmet csinálni, mely a gyerekek számára érthető függetlenül attól, hogy milyen nyelven beszélnek, és ezt a minden részre később jellemző módon oldották meg: a szereplők szinte soha nem beszélnek, és a mondanivalójukat a némafilmekhez hasonlóan gesztusokkal, illetve érzéseket kifejező hangokkal közlik, emiatt az epizódokat nem szükséges szinkronizálni. A hangokat Miler lányai adták, és ők voltak azok, akik a részeket általában elsőként végig tudták nézni, így megmutatva, hogy a gyerekek hogyan fogadják azt.
A sorozat néhány epizódja a film készítésekor szokatlan módon tárgyalja az élet olyan dolgait, melyekről a gyerekeknek gyakran csak hamis vagy mesebeli képet közvetítettek a tévéműsorok; szinte anatómiai pontossággal mutatja be a születést, egy másik részben pedig a kisvakond autóbalesetet szenved, és majdnem meghal. Azonban mindezt a készítők olyan kedvességgel oldották meg, hogy a negatív hatás helyett az eredeti szándékot – ami a gyerekek oktatása, megismertetése a világgal – tökéletesen el tudja érni.
Néhány hosszabb rész is készült (majdnem 30 perces), melyeknél az alkotók még szabadabbra engedték a fantáziájukat, és – főként a Kisvakond álmodik című részben – egy szürreális, Lewis Carroll Alice meséihez hasonló álomvilágot ábrázolnak.
A sorozat első részei hamar népszerűek lettek a kelet-európai országokban és Németországban, Ausztriában; de olyan országokban is, mint India vagy Kína.

## Zeneszerzők
Mivel a sorozat részeiben nincs beszéd, így zenéje is hangsúlyt kap a történet elmesélésében, illusztrációjában. A zeneszerzők végig akusztikus és elektronikus hangszereket használtak gépi hangszerek helyett.
A sorozat jelentősebb zeneszerzői:
- Miloš Vacek
- Vadim Petrov (1974–1987, a legtöbb epizódban)
- Jiří Strohner (1998–2002)

## Epizódok
| Epizód | Magyar cím                                       | Cseh cím                       | Év   | Játékidő |
| ------ | ------------------------------------------------ | ------------------------------ | ---- | -------- |
| 01.    | A Kisvakond nadrágja                             | Jak krtek ke kalhotkám přišel  | 1957 | 11:51    |
| 02.    | A Kisvakond és az autó                           | Krtek a autíčko                | 1963 | 14:30    |
| 03.    | A Kisvakond és a rakéta                          | Krtek a raketa                 | 1966 | 08:40    |
| 04.    | A Kisvakond és a rádió                           | Krtek a transistor             | 1968 | 08:10    |
| 05.    | A Kisvakond és a rágógumi                        | Krtek a žvýkačka               | 1969 | 07:20    |
| 06.    | A Kisvakond és a zöld csillag                    | Krtek a zelená hvězda          | 1969 | 07:30    |
| 07.    | A Kisvakond az állatkertben                      | Krtek v Zoo                    | 1969 | 06:05    |
| 08.    | A Kisvakond mint kertész                         | Krtek zahradníkem              | 1969 | 06:55    |
| 09.    | A Kisvakond és a sündisznó                       | Krtek a ježek                  | 1970 | 08:25    |
| 10.    | A Kisvakond és a nyalóka                         | Krtek a lízátko                | 1970 | 08:00    |
| 11.    | A Kisvakond és a televízió                       | Krtek a televizor              | 1970 | 05:30    |
| 12.    | A Kisvakond és az esernyő                        | Krtek a paraplíčko             | 1971 | 07:10    |
| 13.    | A Kisvakond mint festő                           | Krtek maliřem                  | 1972 | 09:35    |
| 14.    | A Kisvakond és a zene                            | Krtek a muzika                 | 1974 | 05:15    |
| 15.    | A Kisvakond és a telefon                         | Krtek a telefon                | 1974 | 05:25    |
| 16.    | A Kisvakond és a gyufa                           | Krtek a zápalky                | 1974 | 05:30    |
| 17.    | A Kisvakond mint kémikus                         | Krtek chemikem                 | 1974 | 05:30    |
| 18.    | A Kisvakond és a szőnyeg                         | Krtek a koberec                | 1975 | 05:40    |
| 19.    | A Kisvakond és a tojás                           | Krtek a vejce                  | 1975 | 05:35    |
| 20.    | A Kisvakond és a karácsonyfa                     | Krtek o Vánocích               | 1975 | 05:45    |
| 21.    | A Kisvakond mint fotós                           | Krtek fotografem               | 1975 | 05:45    |
| 22.    | A Kisvakond mint órás                            | Krtek hodinářem                | 1975 | 05:25    |
| 23.    | A Kisvakond és a buldózer                        | Krtek a buldozér               | 1975 | 05:43    |
| 24.    | A Kisvakond a sivatagban                         | Krtek na poušti                | 1975 | 05:52    |
| 25.    | A Kisvakond és a karnevál                        | Krtek a karneval               | 1976 | 05:25    |
| 26.    | A Kisvakond a városban                           | Krtek ve městě                 | 1982 | 28:31    |
| 27.    | A Kisvakond álmodik                              | Krtek ve snu                   | 1984 | 28:09    |
| 28.    | A Kisvakond és a gyógyszer                       | Krtek a medicína               | 1987 | 28:08    |
| 29.    | A Kisvakond mint filmcsillag                     | Krtek filmová hvězda           | 1988 | 27:47    |
| 30.    | A Kisvakond és a sas                             | Krtek a orel                   | 1992 | 28:05    |
| 31.    | A Kisvakond és az óra                            | Krtek a hodiny                 | 1994 | 28:04    |
| 32.    | A Kisvakond és a szén                            | Krtek a uhlí                   | 1995 | 04:10    |
| 33.    | A Kisvakond és a barátság                        | Krtek a kamarádi               | 1995 | 05:18    |
| 34.    | A Kisvakond és a hétvége                         | Krtek a víkend                 | 1995 | 05:05    |
| 35.    | A Kisvakond és a robot                           | Krtek a robot                  | 1995 | 05:00    |
| 36.    | A Kisvakond és a születésnapi zsúr               | Krtek a oslava                 | 1995 | 05:04    |
| 37.    | A Kisvakond és a kiskacsa                        | Krtek a kachničky              | 1995 | 05:00    |
| 38.    | A Kisvakond és a metró                           | Krtek a metro                  | 1997 | 05:00    |
| 39.    | A Kisvakond és a gombák                          | Krtek a houby                  | 1997 | 04:28    |
| 40.    | A Kisvakond és a kis nyuszi                      | Krtek a zajíček                | 1997 | 05:11    |
| 41.    | A Kisvakond és a születés                        | Krtek a maminka                | 1997 | 05:20    |
| 42.    | A Kisvakond és az egér / A Kisvakond és az árvíz | Krtek a myška / Krtek a potopa | 1997 | 05:19    |
| 43.    | A Kisvakond és a hóember                         | Krtek a sněhulák               | 1998 | 05:09    |
| 44.    | A Kisvakond a tengerparton                       | Krtek a dovolená               | 1998 | 01:15    |
| 45.    | A Kisvakond és a furulya                         | Krtek a flétna                 | 1999 | 05:05    |
| 46.    | A Kisvakond és a forrás                          | Krtek a pramen                 | 1999 | 05:33    |
| 47.    | A minden lében Kisvakond                         | Krtek a šťoura                 | 1999 | 05:21    |
| 48.    | A Kisvakond és a fecske                          | Krtek a vlaštovka              | 2000 | 04:25    |
| 49.    | A Kisvakond és a halak                           | Krtek a rybka                  | 2000 | 05:02    |
| 50.    | A Kisvakond és a béka                            | Krtek a žabka                  | 2002 | 05:20    |

## Könyvek
- A vakond nadrágja és más történetek, Móra Kiadó, 1971
- A vakond nadrágja, Móra Kiadó, 2011, ISBN 9789631189957
- A kisvakond nadrágja, Móra Kiadó, 2011, ISBN 9789631189186
- A vakond autója, Móra Kiadó, 2011, ISBN 9789631189476
- A vakond és a halacska, Móra Kiadó, 2013, ISBN 9789631194418
- A vakond és a hóember, 2008, Móra Kiadó, 2013,ISBN 9789631185324
- A kisvakond és a szorgoskodók, Móra Kiadó, 2007, ISBN 9631182576
- A kisvakond nagy böngészője, Móra Kiadó, 2012, ISBN 9789631193107
- A kisvakond úti böngészője, Móra Kiadó, 2012, ISBN 9789631193374
- Kisvakond ábécéje, Móra Kiadó, 2009, ISBN 9789631186215
- A vakond és a karácsony, Móra Kiadó, 2013, ISBN 9789631197716
- A kisvakond és az egér karácsonya, Móra Kiadó, 2012, ISBN 9789631190632
- A kisvakond és a nyuszi, Móra Kiadó, 2011, ISBN 9789631189179
- A kisvakond és az állatkák, Móra Kiadó, 2006, ISBN 9631182533
- A kisvakond utazik, Móra Kiadó, 2010, ISBN 9789631188394
- A kisvakond és az árvíz, Móra kiadó, 2010, ISBN 9789631187878
- A kisvakond iskolába megy, Móra Kiadó, 2005, ISBN 9631179583
- A kisvakond és barátai, Móra Kiadó, 2012, ISBN 9789631192421
- A vakond és társai a városban, Madách Kiadó, 1989, ISBN 8070890053
- A kisvakond a hetedik mennyországban
- A vakond és a zöld csillag, Móra Kiadó, 2008, ISBN 9789631184969
- A vakond ernyője, Móra Kiadó, 2007, ISBN 9631179893
- A kisvakond és az esernyő, Madách Kiadó, 1991, ISBN 8070891327
- Hogyan gyógyította meg a vakond a kisegeret?, Móra Kiadó, 2010, ISBN 9789631187564
- A kisvakond és a tél, Móra Kiadó, 2011, ISBN 9789631194258

a lista nem teljes

## Szerzői jogi problémák
2005-ben a Westdeutscher Rundfunk törvényileg betiltatta a németországi „Kisvakond rajongók” weblapot szerzői jogaira hivatkozva.